# Orco-Gruppe
Die CPI FIM S.A. (früher: Orco-Gruppe) ist eine internationale Immobiliengesellschaft mit Firmensitz in Luxemburg.
Die Tochter Orco Germany S.A. wurde 2004 gegründet und wurde im März 2014 aus dem Handelsregister gelöscht.
Gegen den anfänglichen Widerstand der SPD/PDS-Mehrheit im Berliner Senat übernahm die Orco-Gruppe gemeinsam mit Morgan Stanley im April 2007 zu einem Kaufpreis von etwa 400 Millionen Euro die landeseigene Gewerbesiedlungs-Gesellschaft GSG.
Orco wurde 2016 von der CPI Property Group übernommen, die seitdem über 97 % der Anteile hält.